# Songadh
Songadh là một thành phố và khu đô thị của quận Surat thuộc bang Gujarat, Ấn Độ.

## Địa lý
Songadh có vị trí 21°10′B 73°34′Đ / 21,17°B 73,57°Đ Nó có độ cao trung bình là 112 mét (367 feet).

## Nhân khẩu
Theo điều tra dân số năm 2001 của Ấn Độ, Songadh có dân số 22.426 người. Phái nam chiếm 51% tổng số dân và phái nữ chiếm 49%. Songadh có tỷ lệ 65% biết đọc biết viết, cao hơn tỷ lệ trung bình toàn quốc là 59,5%: tỷ lệ cho phái nam là 72%, và tỷ lệ cho phái nữ là 58%. Tại Songadh, 14% dân số nhỏ hơn 6 tuổi.